# آلومینیم هیدروکسید
آلومینیوم هیدروکسید(به انگلیسی: Aluminium hydroxide) نوعی باز است.
آلومینیوم هیدروکسید، Al(OH)3 در طبیعت به عنوان گیبسیت معدنی شناخته می شودو سه پلی مورفهای بسیار نادر آن - بایریت، داییلیت و نورد پرندیت - یافت می‌شود. هیدروکسید آلومینیوم دارای طبیعت آمفوتر است.
آلومینیوم هیدروکسید برای تولید فلز آلومینیوم استفاده می‌شود. از هیدروکسید آلومینیوم برای تولید فرآورده‌های نسوز، مواد ساینده، سرامیک، شیشه، لعاب فلز و الکتروکوراندوم نیز استفاده می‌شود. هیدروکسید آلومینیوم در پلیمرها به عنوان پر کننده پلی استر‌ها و رزین‌های اپوکسی نیز کاربرد دارد. همچنین از آلومینیوم هیدروکسید در تولید بسیاری از ترکیبات آلومینیوم نظیر فلوئورید آلومینیوم، کریولیت مصنوعی، آلومینات سدیم، سولفات آلومینیوم، اکسید آلومینیوم و انواع آلومینای فعال نیز استفاده می‌شود. آلومینیوم هیدروکسید به شکل پودر بسیار ریز به عنوان اشتعال کاه در خاموش کردن آتش، پر کننده در الیاف، پلاستیک‌ها، لاستیک اسفنجی، عناصر سازنده دیوار و خمیر دندان به کار برده می‌شود. از آلومینای فعال شده به عنوان عامل جذب سطحی آب و گازها، کاتالیزور یا حامل کاتالیروزها و ماده صاف کننده استفاده می‌شود.
شرکت شاخص پلیمر آسیا تولیدکننده هیدروکسید آلمینیوم

## کاربرد دارویی
- اشکال دارویی: شربت، قرص
- موارد مصرف: اولسر پپتیک، هایپرفسفاتمی در نارسایی کلیه

### مکانیسم اثر
خنثی کردن اسید معده، پیوند با فسفات غذا در روده، نسبت ب منیزیم هیدروکسید کند اثرتر می‌باشد

### عوارض جانبی
عارضه جانبی مهم آن یبوست است.